# 张莹 (男电影演员)
张莹（1924年—1969年6月3日）男，辽宁开原人，中国电影演员。

## 生平
1924年，生于辽宁开原。1945年参加革命，在辽西军区二分区政治部文工团担任演员。1948年开始从事电影表演。先后出演了《白毛女》中的大锁、《赵一曼》中的张强。后来，调入北京电影制片厂演员剧团工作。1955年，因在电影《董存瑞》中饰演赵连长，荣获中华人民共和国文化部颁发优秀演员一等奖。
1957年，他向上级提出合理化建议，但被说成“散布反党、反人民言论”，被打成右派分子。在北大荒度过三年后，1960年，张莹被摘掉右派分子帽子。1962年，被调回北京电影制片厂，随后在《红河激浪》中饰反动军官、《小兵张嘎》中饰罗金保。
在文化大革命初期，他被打成“黑帮分子”，惨遭迫害。1969年6月3日，宣布“黑帮组”解散当天，他因病吐血身亡，享年45岁。1978年，对他的右派“错划”问题进行了改正。

## 家庭
- 妻：李慧颖，晚年居住在北京[1][2]